# Histoire physiologique des plantes d'Europe
Histoire physiologique des plantes d'Europe es un libro con ilustraciones y descripciones botánicas que fue escrito por el pastor protestante, algólogo, pteridólogo, y botánico suizo Jean Pierre Étienne Vaucher y publicado en París en 4 volúmenes en el año 1841, con el nombre de Histoire physiologique des plantes d'Europe ou exposition des phénomènes dans leurs diverses périodes de leur développement.